# Rolf Beilschmidt
Rolf Beilschmidt (ur. 8 sierpnia 1953 w Jenie) – niemiecki lekkoatleta, skoczek wzwyż, medalista mistrzostw Europy w 1978. W czasie swojej kariery reprezentował Niemiecką Republikę Demokratyczną.
Skakał techniką przerzutową. 
Zajął 15. miejsce na halowych mistrzostwach Europy w 1974 w Göteborgu oraz 6. miejsce na halowych mistrzostwach Europy w 1975 w Katowicach. Był trzeci w finale pucharu Europy w 1975 w Nicei. Ponownie zajął 6.  miejsce na halowych mistrzostwach Europy w 1976 w Monachium. Na igrzyskach olimpijskich w 1976 w Montrealu zajął 7. miejsce.
Zdobył srebrny medal na halowych mistrzostwach Europy w 1977 w San Sebastián, przegrywając jedynie z reprezentantem Polski Jackiem Wszołą, a wyprzedzając Ruuda Wielarta z Holandii. Zwyciężył w finale pucharu Europy w 1977 w Helsinkach, a następnie zawodach pucharu świata w 1977 w Düsseldorfie. W wyniku tych osiągnięć został wybrany sportowcem roku NRD.
Ponownie zdobył srebrny medal na halowych mistrzostwach Europy w 1978 w Mediolanie, ulegając tylko Władimirowi Jaszczence ze Związku Radzieckiego, a przed Wolfgangiem Killingiem z Republiki Federalnej Niemiec. Wynik Beilschmidta – 2,29 m – był lepszy o centymetr od dotychczasowego nieoficjalnego halowego rekordu Europy (Jaszczenko ustanowił nieoficjalny halowy rekord świata skokiem na wysokość 2,35 m). Na mistrzostwach Europy w 1978 w Pradze Beilschmidt wywalczył brązowy medal, za reprezentantami Związku Radzieckiego Jaszczenką i Aleksandrem Grigorjewem.
Zdobył srebrny medal na uniwersjadzie w 1979 w Meksyku. Zajął 2. miejsce w finale pucharu Europy w 1979 w Turynie oraz 4. miejsce w pucharze świata w 1979 w Montrealu.
Beilschmidt był mistrzem NRD w skoku wzwyż w latach 1974–1979 i 1981 oraz wicemistrzem w 1973. W hali był mistrzem w latach 1973–1978 oraz brązowym medalistą w 1981.

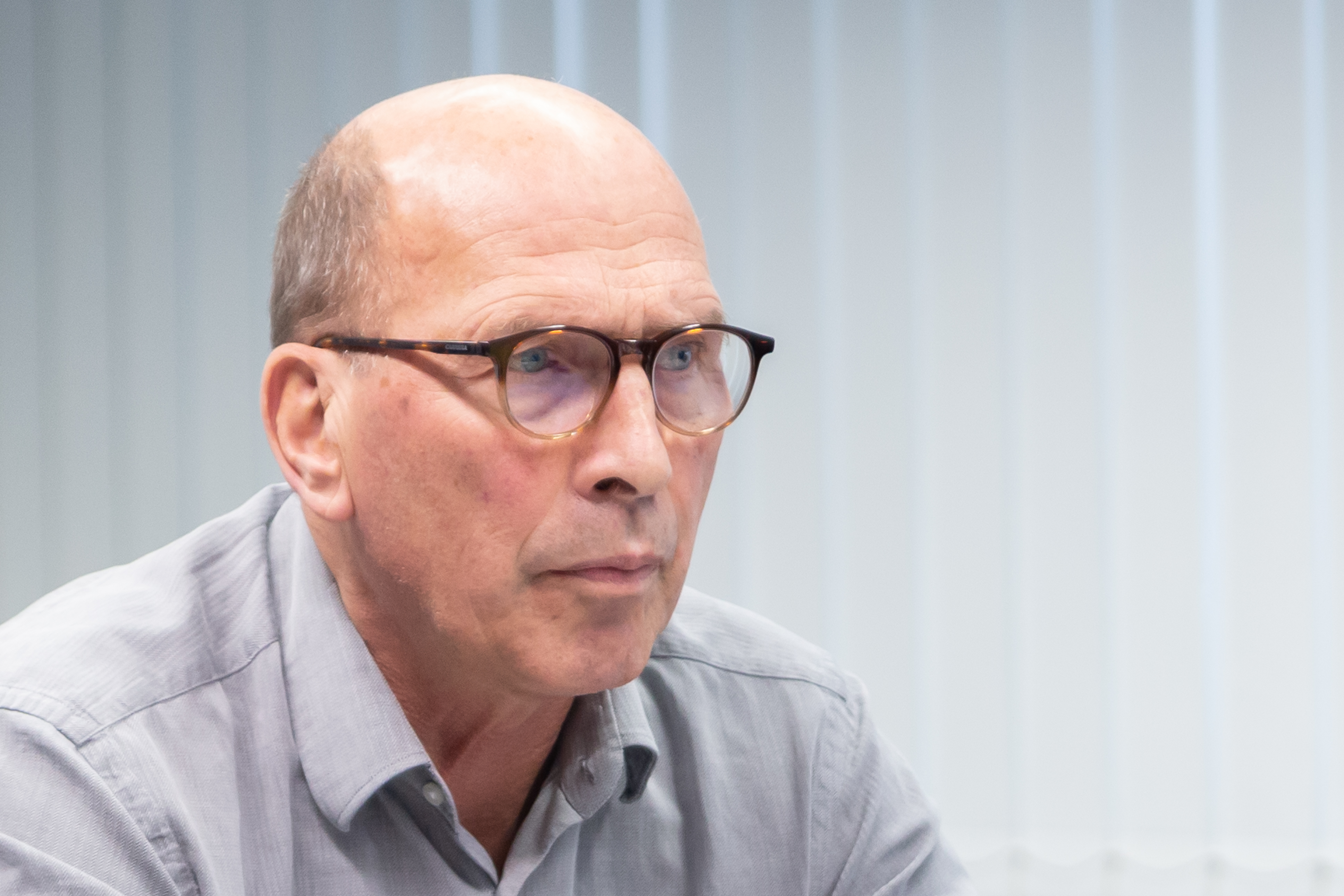
Beilschmidt w 2018

Czterokrotnie poprawiał rekord NRD w skoku wzwyż doprowadzając go do wyniku 2,31 m, uzyskanego 13 sierpnia 1977 w Helsinkach.
Jest wieloletnim przewodniczącym Związku Sportowego Turyngii.